# Gustaf Ljunggren (musiker)
 Der er flere personer med dette navn, se Gustaf Ljunggren.
Gustaf Ljunggren (født 1974 i Stockholm i Sverige) er en svensk multiinstrumentalist og sanger. Gustav Ljunggren er uddannet saxofonist på Rytmisk Musikkonservatorium i København, hvor han har boet siden 1996. Udover saxofon spiller Gustaf Ljunggren bl.a. på forskellige guitarer og basguitarer, pedal steel guitar, steel guitar, mandolin, banjo, klaver, keyboards, basklarinet, bratsch og fløjte.
Gustaf Ljunggren har spillet med en lang række danske og udenlandske musikere, herunder C.V. Jørgensen, Sofia Karlsson, Paul Banks, Outlandish, Steffen Brandt, Eivør, Robyn m.fl. og medvirker på en lang række udgivelser. Han har bl.a. medvirket på Thomas Helmigs KH Helmig (2013), Mr. Nice Guy (2004) og Sebastians Øjeblikkets mester (2011). Han har optrådt som kapelmester i Det Nye Talkshow - med Anders Lund Madsen, der har været vist på DR1.
Han har i eget navn i 2010 udgivet albummet Fractions and Pastures, der modtog fem ud af seks stjerner i musikmagasinet GAFFA og udgav i 2018 med Emil De Waal albummet Gustaf Ljunggren/Emil De Waal.
I 2015 blev Gustaf Ljunggren hædret med Ken Gudman Prisen.

## Diskografi
- 2010 Fractions and Pastures
- 2018 Gustaf Ljunggren/Emil De Waal.

## Eksterne links
- Gustaf Ljunggren på Discogs
- Gustaf Ljunggren på MusicBrainz
- Biografi på gudman.dk Arkiveret 23. november 2015 hos  Wayback Machine